# Christiaan Carel van Lintelo
Christiaan Carel van Lintelo (1669-1736) dyplomata holenderski, pan van de Ehse. 
Od roku 1692 przewodził stanowi rycerskiemu (Ridderschap) w mieście Zutphen, prawnik miasta  Bredevoort (1700-16), a następnie burmistrz Groenlo. W latach 1704-1716 był "wysłannikiem nadzwyczajnym" (extraordinaris envoyé) Republiki do Berlina. 